# San Francisco Tepojaco
Sani Francisco Tepojaco es uno de los trece pueblos pertenecientes al municipio de Cuautitlán Izcalli, en Estado de México. Los primeros asentamientos humanos en esta localidad datan desde hace casi 500 años. Su nombre proviene del náhuatl «tepoxacco», que quiere decir «donde hay tepoxactli» (piedra ligera, porosa), lo que significa «donde hay piedras ligeras».

## Historia
Su parroquia de San Francisco de Asís, edificada por la orden de los franciscanos en el siglo XVI, cuenta un altar de expresión ornamental con una fachada de estilo clásico austero. En 2017, dicho templo católico fue inscrito al Instituto Nacional de Antropología e Historia (INAH) como parte del Registro Público de Monumentos y Zonas Arqueológicas e Históricas.
A la entrada del pueblo, permanece una sección de los 32 Arcos de Escontria, también conocidos como los «Arcos de Tepojaco», que miden aproximadamente 15 metros de altura y eran parte del acueducto de la hacienda, que anteriormente se conocía como el Acueducto de Guadalupe, teniendo una data del siglo XVII. El pueblo también alberga la presa de Guadalupe, construida en 1936.
El 4 de octubre, se realiza una fiesta patronal en honor al santo patrón San Francisco de Asís.

## Geografía

### Colindancias
Al norte tiene cercanía con el pueblo de La Aurora y la colonia Cofradía de San Miguel segunda sección, al sur con la colonia Cántaros 2 y Cántaros 3 del municipio de Villa Nicolás Romero, al este con las colonias de La Joyita, Cumbria y Tres de Mayo de Atizapán de Zaragoza, y al oeste con la colonia Libertad de Villa Nicolás Romero y Lomas de Cuautitlán.

### Localidades
Tepojaco se divide en barrios y/o colonias, cada uno nombrado de la siguiente manera:
- Bosques de los pinos
- San Juan
- La Conasupo
- La Cruz
- Los Arcos
- La Lupita
- Ejidos de Tepojaco
- Los Ailes (el basurero)
- El Panteón
- San Juan
- Izcalli chiquito
- Cartolandia
- La sal si puedes